# 3042 Zelinsky
3042 Zelinsky este un asteroid din centura principală, descoperit pe 1 martie 1981 de Schelte Bus.